# Jerell Adams
Jerell Adams (* 31. Dezember 1992 in Pinewood, South Carolina) ist ein ehemaliger US-amerikanischer American-Football-Spieler in der National Football League (NFL).

## High School
Adams besuchte die Scott’s Branch High School in Summerton. Neben Football spielte er ebenfalls erfolgreich Basketball. In seinem ersten Jahr legte er 19 Punkte und 13 Rebounds auf.
Im Football spielte Adams auf verschiedenen Positionen. Neben Tight End, Defensive End und Punter versuchte er sich auch als Quarterback. Während seiner Highschool-Karriere warf er Pässe für Pässe für 689 Yards und 12 Touchdowns. Als Passempfänger steuerte er acht Receiving Touchdowns bei.

## College
Adams entschied sich 2012 für die University of South Carolina. In seinen vier Collegejahren spielte er auf der Position des Tight Ends und fing 66 Pässe für 977 Yards und sieben Touchdowns.

## NFL
Im NFL Draft 2016 wurde Adams in der sechsten Runde an 184. Stelle von den New York Giants gedraftet. Er erhielt einen Vierjahresvertrag über 2,48 Millionen US-Dollar inklusive eines Signing Bonus von 142.855 US-Dollar. Seinen ersten und einzigen NFL-Touchdown erzielte er in Woche 10 im Jahr 2016 beim 21:20-Erfolg über die Cincinnati Bengals. Obwohl er sich im Trainingscamp und der Preseason als dritter Tight End etabliert zu haben schien, wurde er im Zuge umfangreicher Kaderveränderungen am 2. September 2018 von den Giants entlassen.
Am 10. Oktober 2018 konnte sich Adams gegen die Konkurrenz zweier weiterer Tight Ends durchsetzen und wurde von den Houston Texans für das Practice Squad verpflichtet.
Nach weiteren Zwischenstationen bei den New Orleans Saints (2019) und den Baltimore Ravens (2020) wurde Adams am 9. Dezember 2020 als ergänzender vierter Tight End für das Practice Squad der Detroit Lions verpflichtet. Am 17. Mai 2021 nahmen die Tampa Bay Buccaneers Adams unter Vertrag, aber auch dort wurde er nicht für den 53-Mann-Kader berücksichtigt.